# Stan Van Offel
Pour les articles homonymes, voir Van Offel.
Stan Van Offel, ou Constant Van Offel, né à Anvers le 1er septembre 1885 et mort en septembre 1924, est un peintre, dessinateur, aquarelliste, caricaturiste et un illustrateur belge.
Il est surtout connu comme illustrateur de livres. Ses œuvres sont notamment conservées au Musée Alice et David van Buuren et au Musée royal de Mariemont.
Il expose à l'Exposition universelle de Bruxelles de 1910, au Salon de Bruxelles de 1914 et aux cercles artistiques De Scalden et Le Sillon.

## Biographie

### Famille
Stan Van Offel, né Arthur Constantius Van Offel, Begijnenpoort no 92 à Anvers le 1er septembre 1885, est le fils de Jean Baptiste Edmond Van Offel (1849-1930), teinturier et mercier et de Gabrielle Lava (1853-1889), mariés à Anvers le 4 novembre 1872. Le peintre et homme de lettres Edmond Van Offel (1871-1959) et l'écrivain Horace Van Offel (1876-1944) sont ses frères aînés.

### Carrière
Stan Van Offel expose pour la première fois des caricatures et des scènes folkloriques à Anvers au salon du groupe De Scalden, dont il est membre, en 1905. En 1907, il s'établit à Bruxelles.
Lors de l'Exposition universelle de Bruxelles de 1910, Stan Van Offel envoie Jeune fille assise. Au Salon de Bruxelles de 1914, il expose La Jeune femme et deux dessins.
De 1914 à 1919, il réside à Londres, avant de s'établir à Paris en 1920.
Stan Van Offel meurt à la fin du mois de septembre 1924, à l'âge de 39 ans. Ses cendres sont transférées au Crématorium-columbarium du Père-Lachaise le 2 octobre 1924.

## Œuvre

### Caractéristiques
La renommée de l'artiste est principalement due à ses illustrations de livres et de revues telles que Nos loisirs et Fantasio. Ses dessins sont naïfs et souvent spirituels, empreints de fantaisie satirique et ses scènes populaires sont teintées d'humour. Ses inventions burlesques ont de la saveur et du mordant.
Il illustre notamment les livres De Boeren van Olen d'Auctor (1911), Landsche vertellingen  de Juul Grietens (1912), Le Retour aux lumières de son frère Horace Van Offel (1913), Courage français de Léon Bocquet (1920) et Les Types bruxellois de Cypriaan Verhavert (1923).
En 1925, un album intitulé Alphabet macabre regroupant 25 planches de l'artiste défunt est publié par la Galerie d'art de l'avenue Louise, afin de soutenir sa veuve et ses enfants. Les œuvres reproduites témoignent d'une grande fertilité d'invention expressive, d'un coup de crayon très personnel et d'une verve âcre et sarcastique.

### Expositions
- Expositions du cercle De Scalden à Anvers : 1905 et 1908.
- Exposition universelle de Bruxelles de 1910 : Jeune fille assise.
- Salon des Indépendants de juin 1911.
- Salon triennal de Liège de 1912 : Le Vase japonais.
- Salon des Indépendants de juin 1912 : Le Sacristain, Le Dessert des midinettes, Futures étoiles, Le Vieux, Vers le miracle, Sur la route du cimetière, Les Parques, L'idiot, Singes savants, …[7].
- Exposition des humoristes au Studio à Bruxelles en novembre 1912.
- Exposition du cercle Le Sillon en novembre 1912.
- Salon de Gand (XLIe) de 1913.
- Salon de Bruxelles de 1914 : La Jeune femme (peinture) ; Les Pèlerins et Les Affligés (dessins)[3].
- Exposition conjointe avec Alexandre Marcette au Cercle artistique de Bruxelles en novembre 1922.
- Exposition des Arts décoratifs à Monza en juin 1923.

### Collections muséales
- Musée Alice et David van Buuren à Uccle[8] : 
  - Le Carnaval, dessin, format 23 × 20,7 cm, inventaire no 0509 ;
  - Thyl Uylenspieghel, estampe, encre sur papier, format 15,5 × 24 cm, inventaire no 0486/2 ;
  - Thyl Uylenspieghel, estampe, encre sur papier, format 16 × 23,5 cm, inventaire no 0486/1 ;
  - La Légende de Thyl Uylenspieghel, estampe, encre sur papier, format 29 × 29 cm, inventaire no 0257/0.
- Musée royal de Mariemont :
  - Huit lithographies illustrant La Légende de Thyl Uylenspieghel de Charles De Coster, tirage sur vélin, format 29 × 29 cm, acquises en 1977, don du Dr Limbosch[9].